# Alexandra Nechita
Alexandra Nechita (n. 27 de agosto de 1985, Vaslui, Romênia) é uma pintora romena do estilo cubista, naturalizada norte-americana.

## Biografia
Nasceu em Vaslui, três meses após, seu pai Niki Nechita conseguiu fugir do regime comunista romeno. Ela e sua mãe, Viorica Nechita, esperaram dois anos para ele voltar dos Estados Unidos para buscá-las. A família instabiblioteca pública de Whittier, na Califórnia.
A jovem foi convidada para o apresentar-se no programa Oprah Winfrey Show da televisão norte-americana e tem aparecido com inúmeras celebridades, incluindo Bill Clinton. Seu talento levou-a a ser conhecida como a "Pequena Picasso".